# Tenedor de currywurst

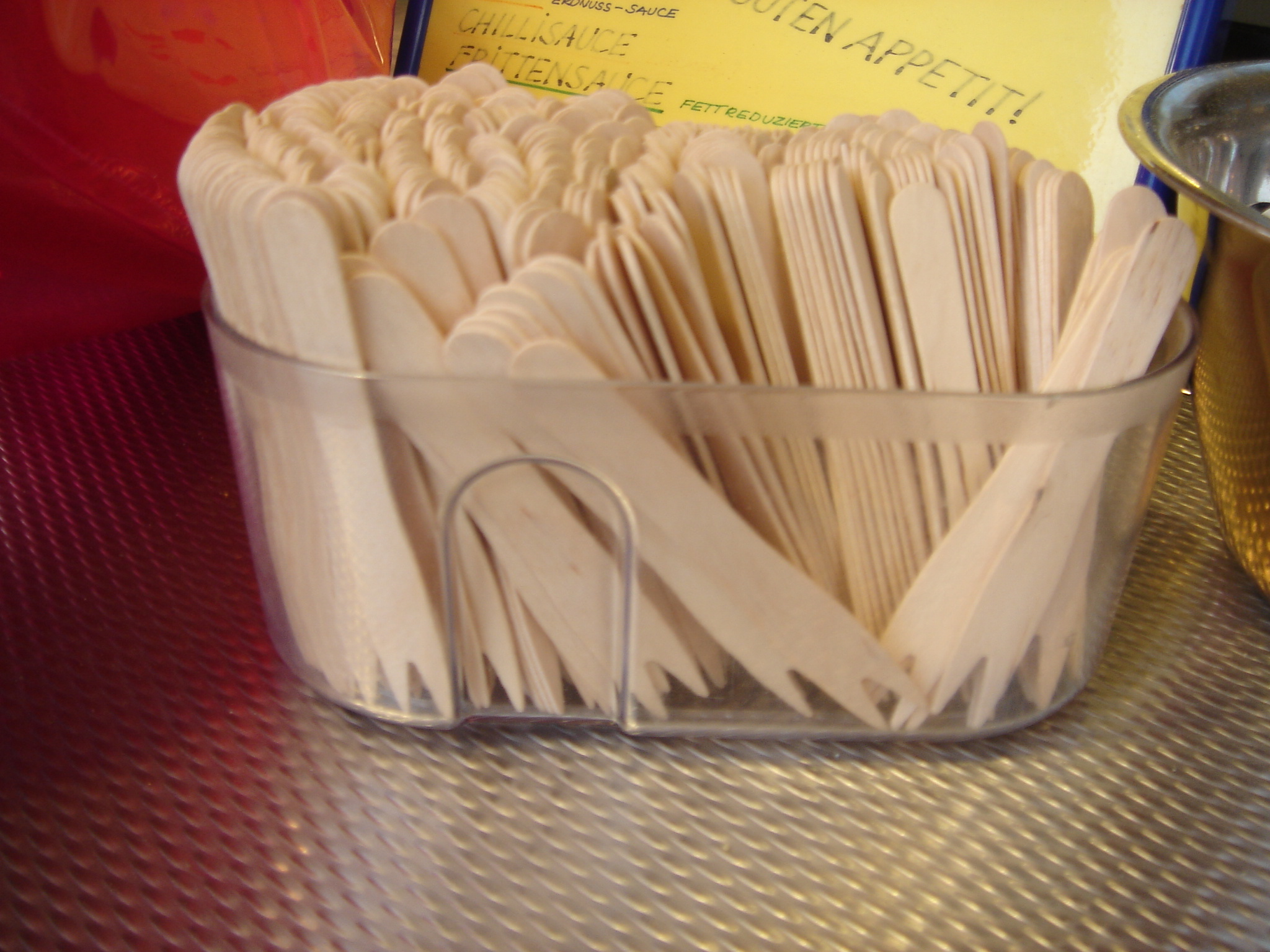
Caja con tenedores de currywurst de madera.

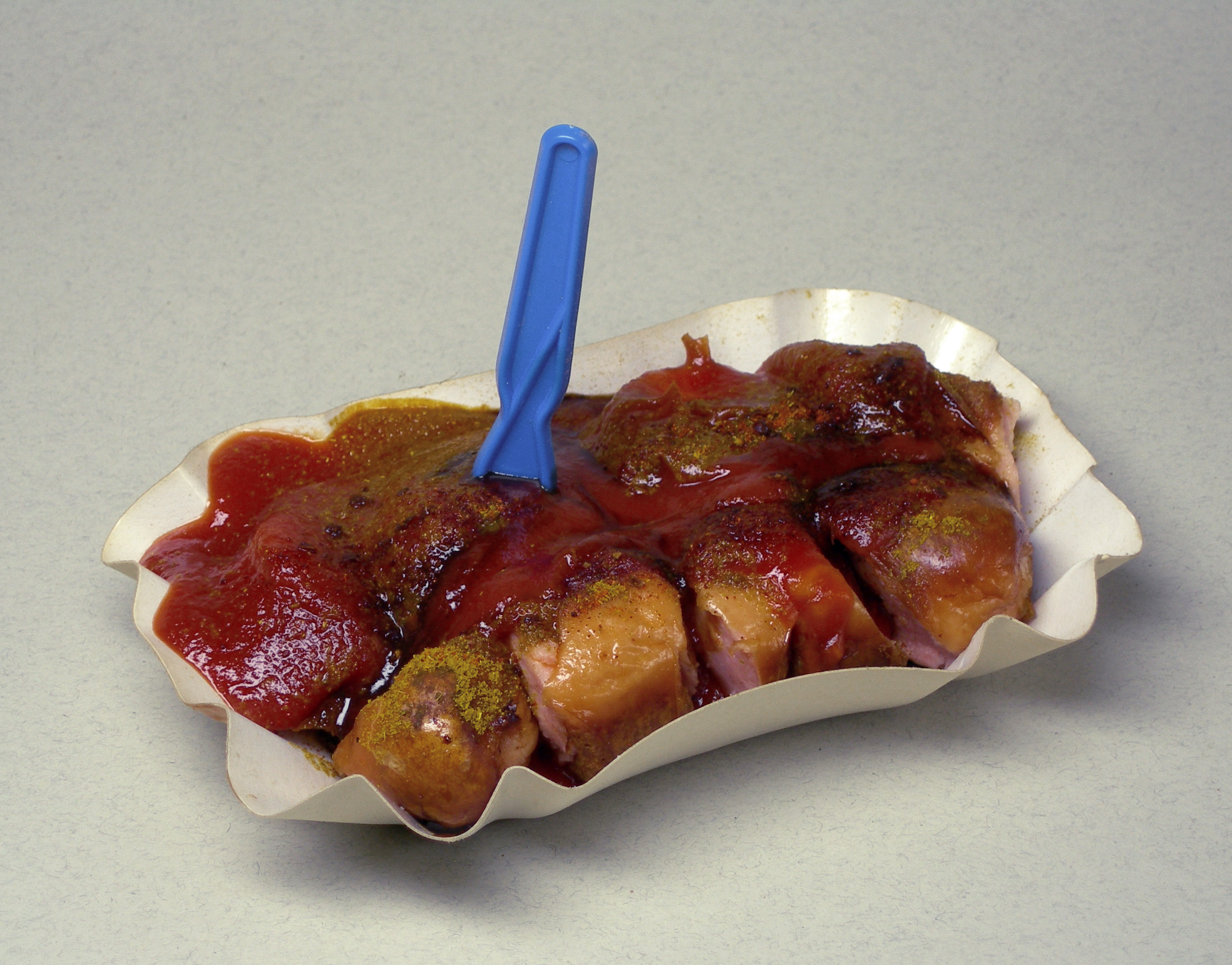
Bandeja de currywurst con su salsa y su tenedor (en este caso de plástico).

El tenedor de currywurst (en alemán: Pommesgabel) es una especie de tenedor desechable elaborado bien de madera o de plástico. Se sirve en los puestos callejeros de currywurst en Alemania. Suele disponerse ya clavado en la bandeja con la que se sirve el currywurst. Este tenedor es considerado todo un icono de la comida callejera en Alemania. 

## Características
La idea de servir este pequeño tenedor (de apenas unos centímetros de longitud, puede ir desde unos 7½ hasta los 9 cm,) es la de poder pinchar las rodajas de currywurst y poder mojarlas en la salsa curry (puede ser empleada en otras salsa como puede ser la mahonesa), así como igual con las papas fritas. El uso de este tenedor evita que los consumidores se manchen los dedos con la grasa de la salchicha y de la fritura. Los pequeños tenedores poseen entre dos y tres dientes. Suelen estar elaboradas de madera (estas suelen poseer dos dientes) o de poliestireno (plástico).

## Otros significados
En idioma alemán existen otras denominaciones regionales como puede ser Pommesgabel y su empleo como tenedor de currywurst ha dado lugar a otra denominación popular como mano cornuta.